# Gerhard Kaldewei
Gerhard Kaldewei (* 15. Juli 1951 in Hamm/Westfalen) ist ein deutscher Historiker.

## Leben
Er studierte Geschichte und Museumspädagogik in Münster und Hildesheim, wo er 1988 promoviert wurde. Ab 1983 leitete er unter anderem Museen in Enger und war von 1994 bis 2011 Direktor des Nordwestdeutschen Museums für IndustrieKultur in Delmenhorst. Er ist seit 2007 Honorarprofessor an der Carl von Ossietzky Universität Oldenburg.
Gerhard Kaldewei veröffentlichte zahlreiche Bücher und Aufsätze zur nordwestdeutschen Industrie- und Sozialgeschichte.

## Schriften
- mit Sönke Ehmen und Hans-Hermann Precht: Das Fabrikmuseum Nordwolle Delmenhorst. Oldenburg 2002.
- „... wenn Delmenhorst nicht ganz und gar in Verruf kommen soll“. Zur Geschichte und Zukunft der Delmenhorster Industriekultur. In: Hans-Heinrich Bass (Hrsg.): Facetten volkswirtschaftlicher Forschung. Festschrift für Karl Marten Barfuß. Lit, Münster 2004, S. 16–38.
- als Herausgeber: Industriekultur Delmenhorst 1790–2000. Ein Stadtbildwerk. Oldenburg 2005.
- „... und das ist immer Delmenhorst“. Geschichte einer nordwestdeutschen Stadt, Bd. 1: Von der Burg Delmenhorst bis zur dänischen Herrschaft, 1259–1773. Oldenburg 2012.
- Gartenstädte und Zechenkolonien. Beispiele im Ruhrgebiet und in Nordwestdeutschland von 1850 bis 1918/2015. Aschendorff Verlag, Münster 2018, ISBN 978-3-402-13275-3.
- Es wehte hier eine andere Luft : Hertha Koenig – Ein Lebensweg, Pendragon Verlag, Bielefeld 2022, ISBN 978-3-86532-688-1